# Absu (album)
Absu è il quinto album in studio del gruppo musicale black metal statunitense Absu, pubblicato nel 2009.

## Tracce
1. Between the Absu of Eridu and Erech – 4:08
2. Night Fire Canonization – 3:19
3. Amy – 4:54
4. Nunbarshegunu – 3:05
5. 13 Globes – 4:46
6. ...Of the Dead Who Never Rest in Their Tombs Are the Attendance of Familiar Spirits... – 7:03
7. Magic(k) Square Cipher – 4:48
8. In the Name of Auebothiabathabaithobeuee – 3:25
9. Girra's Temple – 2:38
10. Those of the Void Will Re-Enter – 4:56
11. Sceptre Command – 5:00
12. Ye Uttuku Spells – 4:41
13. Twix Yesterday, the Day and the Morrow – 0:57

## Formazione
- Proscriptor McGovern – voce, batteria, percussioni, mellotron
- Aethyris MacKay – chitarre, basso, mellotron
- Zawicizuz – basso, sintetizzatori, programmazioni